# Manuel García Gil

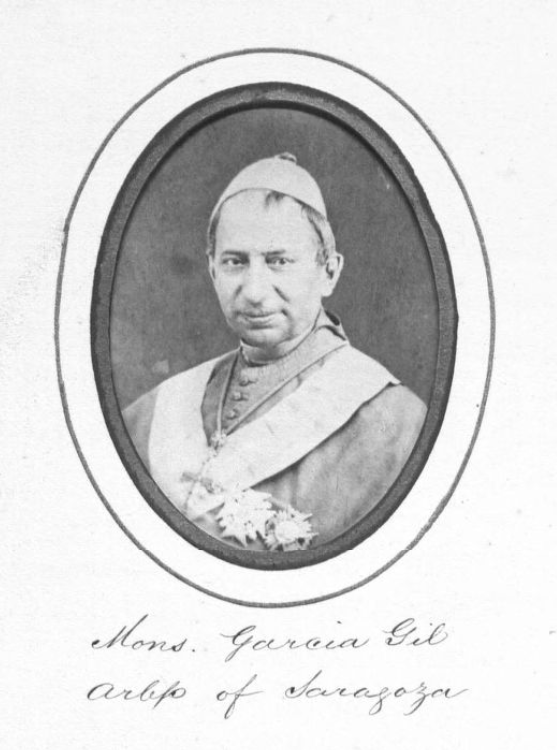
Erzbischof Manuel García Gil (Foto mit seiner Signatur – vor 1877)

Manuel García Gil, O.P. (* 14. März 1802 in Lugo; † 28. April 1881 in Saragossa) war ein spanischer Erzbischof und Kardinal der Römischen Kirche.

## Leben
Manuel García Gil wuchs in San Salvador de Camba bei Lugo auf und empfing bereits im Alter von zwei Monaten, am 20. Juli 1802, das Sakrament der Firmung. Als junger Mann begann er das Studium der Theologie am Priesterseminar von Lugo und trat im Jahr 1826 in den Orden der Dominikaner ein.
Am 10. März 1827 empfing García Gil die Priesterweihe. Danach wirkte er als Professor für Theologie an den Dominikanerklöstern in Lugo und Santiago de Compostela. Anfang der 1830er Jahre übernahm er als Direktor das Priesterseminar in Oviedo. Ein Gesetz, welches die spanische Regierung 1836 unter Königin Isabella II. verabschiedete – ein Kapitel der spanischen Geschichte, besser bekannt geworden als Desamortisation in Spanien – wonach kirchliche Güter in das Eigentum des Staates zu gehen hatten, zwang García Gil im Jahr 1836, Oviedo aufzugeben und nach Lugo zu ziehen. Erst 1848 kehrte er als Vizerektor nach Oviedo zurück.
Am 22. Dezember 1853 wurde Manuel García Gil zum Erzbischof des Erzbistums Badajoz ernannt. Die Bischofsweihe spendete ihm am 23. April 1854 Miguel García Cuesta, der Erzbischof des Erzbistums Santiago de Compostela; Mitkonsekratoren waren Santiago Rodríguez Gil, Bischof von Lugo, und Telmo Maceira, Bischof von Mondoñedo. Nur vier Jahre später, am 23. Dezember 1858, wurde er als Erzbischof in das Erzbistum Saragossa versetzt. Von 1869 bis 1870 war er Konzilsvater beim Ersten Vatikanischen Konzil.
Am 12. März 1877 nahm ihn Papst Pius IX. mit der Titelkirche Santo Stefano Rotondo ins Kardinalskollegium auf. Die feierliche Kreierung, in der García Gil Kardinalshut und Kardinalsring empfing, fand am 21. September 1877 statt. Nur wenige Monate später zählte er im Konklave von 1878 zu einem der Wahlmänner von Papst Leo XIII.
Manuel García Gil starb am 28. April 1881 im Alter von 79 Jahren und wurde in einem Ehrengrab in der Kathedrale von Saragossa bestattet.